# Пратитясамутпада
Пратитясамутпада (санскрит: प्रतीत्यसमुत्पाद, пратитясамутпада; пали: paticcasamuppāda, тибетски: རྟེན་ཅིང་འབྲེལ་བར་འབྱུང་བ་; китайски: 缘起; пинин: yuánqǐ), взаимозависимия произход или още взаимозависимо възникване е едно от основните понятия на Буда и се отнася за взаимозависимостта и взаимното проникване на всички явления, възприемани както като външни (света и явленията), така и като вътрешни (мисли, чувства, представи, тенденции). Пратитясамутпада е основно философско учение в будизма, което е логически свързано и обясняващо други централни теми като прераждане, самсара, страдание, освобождение и пустота.

## Значение на Пратитясамутпада
Пратитясамутпада обяснява съществуването на обекти и явления като дължащи се на системи от причини и следствия. Тя има общо и специфично приложение, а именно общия принцип на взаимозависимата причинно-следствената връзка и прилагането ѝ в дванадесетте нидани.

### Взаимозависима причинно-следствена връзка
Общото или универсалното определение за пратитясамутпада, което се изтъква в Махаяна (по-специално в школата Хуаян) посочва, че всички явления се появяват заедно по взаимозависима мрежа от причина и следствие.  Когато една причина се промени или изчезне, получилият се обект или явление също ще се промени или ще изчезне, тъй като обектите или явленията ще зависят от променящия се обект или явление.

## Дванадесетте нидани
Дванадесетте нидани показват причинно-следствените връзки между психофизичните явления, които поддържат дукха, както и възможността да се преобърне тази верига, което води до освобождение. Ето така са представени от Калу Ринпоче:
1. Невежество
2. Карма
3. Индивидуално съзнание
4. Име и форма
5. Шестте сфери или според други автори „шестте извора на сетивни и умствени способности“[9]
6. Контакт
7. Усещане
8. Жажда
9. Улавяне
10. Промяна
11. Раждане
12. Старост и смърт